# Fernando Vázquez Arias
Fernando Vázquez Arias (nacido en Rendos, Santiso, provincia de La Coruña, el 12 de octubre de 1957) es un músico, director de orquesta y compositor español.
Realizó estudios de trompeta, piano, composición y dirección de orquesta y coros en los conservatorios de La Coruña y Madrid. Complementó su formación con cursos internacionales en instituciones como la International Bach Academy en Santiago de Compostela (España) y la Accademia Musicale Chigiana en Siena (Italia).
A lo largo de su carrera, Vázquez Arias fundó varios proyectos musicales en Galicia, incluyendo la Asociación de Conservatorios Municipales de Galicia, tres orquestas de cámara y dos formaciones sinfónicas, de las cuales fue director. También fue el creador de la Escuela Amadeus en La Coruña y de los conservatorios profesionales de Lalín  (Pontevedra) y Mellid  (La Coruña), los cuales también dirigió.
En colaboración con la Consejería de Cultura de la Junta de Galicia, fundó la primera Escuela de Prácticas Orquestales e Instrumentales y la Joven Orquesta Sinfónica de Galicia (XOG) , coordinando y dirigiendo ambos proyectos, que más tarde servirían de base para la creación de la Escuela de Altos Estudios Musicales.
A lo largo de su trayectoria, ha desempeñado el cargo de asesor musical de la Ciudad de la Cultura de Santiago de Compostela y ha trabajado como presentador y asesor musical en Radio Nacional de España (Radio Clásica). En la CRTVG dirigió y presentó un programa de entrevistas titulado La Hora de Fernando Arias .
En el año 2000 fundó su propia productora, con la que desarrolló una nueva línea de conciertos en Galicia, España y Portugal. Entre sus creaciones destacan espectáculos multimedia de géneros como la música de cine, musicales, zarzuela y ópera , muchos de los cuales han sido emitidos en diversos medios de comunicación nacionales e internacionales. La base de muchos de estos proyectos ha sido la Sinfónica de Mellid, con la que realizó conciertos, grabaciones y giras durante más de veinte años, involucrando a más de 4.000 músicos y artistas gallegos.
A lo largo de su carrera, ha dirigido numerosas orquestas españolas y europeas, así como bandas de música, grupos de cámara y coros. Además, ha compuesto y arreglado una vasta cantidad de obras musicales de diferentes géneros, muchas de las cuales han sido estrenadas y grabadas profesionalmente.
Actualmente, Fernando Vázquez Arias se dedica a la composición y a la divulgación de su obra, además de dirigir la Coral Polifónica Follas Novas de La Coruña.

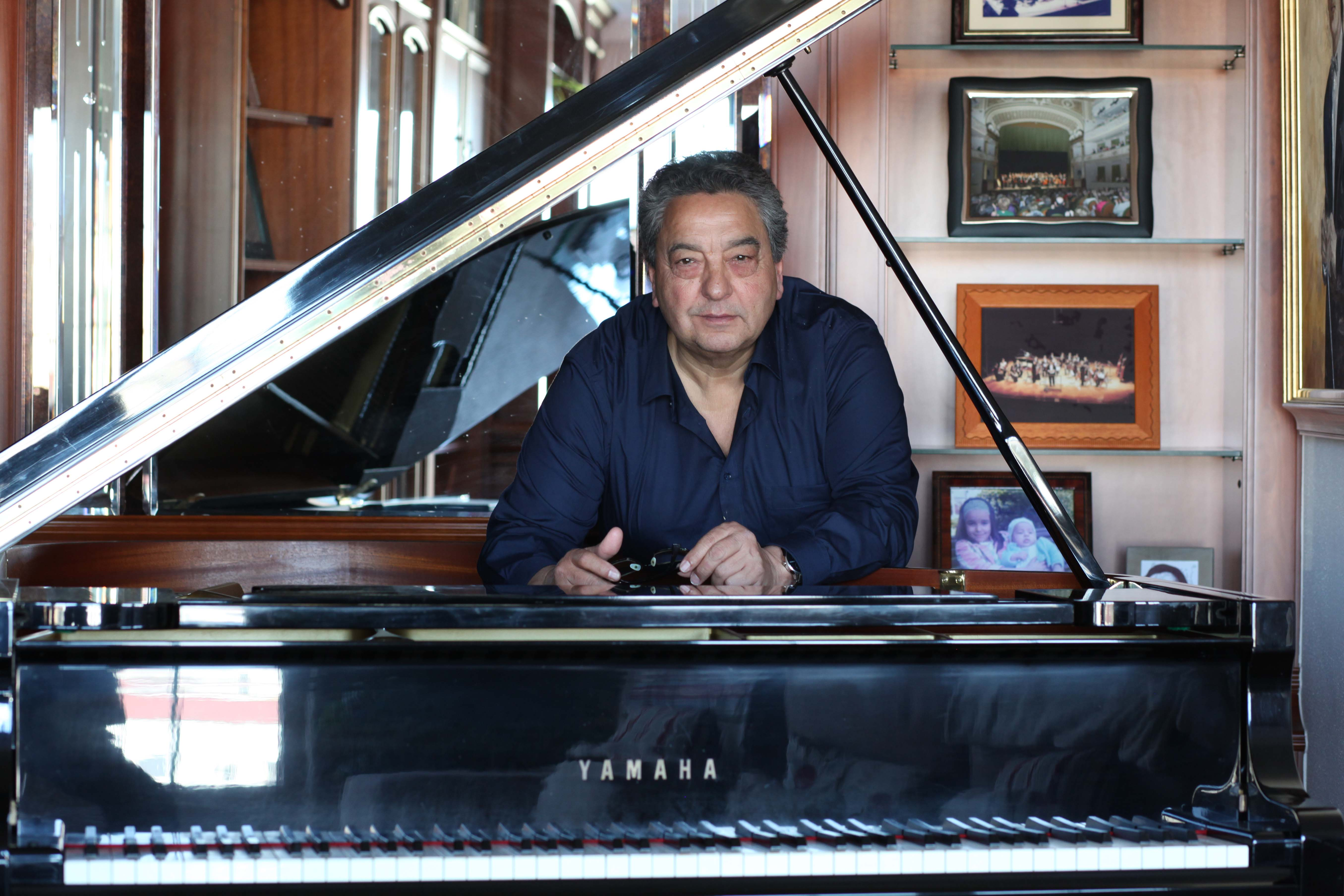
Fernando Vázquez Arias en su estudio, en A Coruña

### Obra
Fernando Vázquez Arias es autor de más de 200 obras y arreglos musicales, que abarcan una amplia gama de géneros, incluyendo composiciones para coro, voz y piano, piano solo, formaciones de cámara como dúos, tríos, cuartetos y quintetos, así como música para orquesta de cuerdas y orquesta sinfónica. Su obra incluye sonatas, sinfonías, cantatas, suites, oberturas, conciertos y una ópera.
En sus primeros años como compositor, se centró en la creación de música coral, lieder y obras para piano. Con el tiempo, amplió su repertorio a la música de cámara, sinfónica, sinfónico-coral y dramática. Entre sus composiciones más destacadas se encuentran:
- Obras para piano: Sonata Brigantia, Sonata Compostelana, Suite das Praias, Caderno para Sofía y Tema con Variacións para Ismael.
- Obras para orquesta de cuerdas: Suite do Camiño y Suite Coruñesa.
- Cantatas para coro y solistas: Cantata do Deza, Cantata Melidá, Cantata Rosaliana, Alba de Groria y Camiño dos Faros.
- Obras para orquesta sinfónica: Rapsodia en Azul e Branco, As Médulas, Illas Atlánticas, O Aviador, Terra de Melide, Danza do Liño, Suite de Valses Galegos, Suite de Muiñeiras y Sinfonía Romántica.
- Sonatas para instrumentos solistas y piano: Sonata Latina (flauta y piano), Sonata Española (trompeta y piano), Sonata para violín y piano.
- Música de cámara: Ovación (saxofón y piano), Fantasía (clarinete y piano), Cardioversión (trompeta y piano), Versos Arrebatados (violín y piano), Costa da Caparica (violonchelo y piano).
- Cuartetos y quintetos: Arrebato Hispánico (cuarteto de saxofones), Cuarteto para cuerdas en Do menor, O Zoar do Vento (quinteto de vientos), Hércules Brass (quinteto de metales).
- Conciertos: Concierto para violonchelo y orquesta, Concierto para marimba y grupo instrumental, Concierto Galaico para fagot y orquesta, Concierto para piano y orquesta y Concierto Celta para guitarra y orquesta.
- Ópera: A Raiña Lupa, drama lírico en tres actos.